# フランシスコ・アウグスト・メトラス
フランシスコ・アウグスト・メトラス（Francisco Augusto Metrass、1825年2月7日 - 1861年2月14日）は19世紀ポルトガルの画家である。

## 略歴
リスボンで貿易を営むドイツ出身の富裕な家族に生まれた。11歳の1836年から非公式の学生としてリスボンの美術学校でジョアキン・ラファエル(Joaquim Rafael: 1783—1864)やアントニオ・マヌエル・ダ・フォンセカ(António Manuel da Fonseca: 1796-1890)に学んだ。同じころ美術学校で学んでいた学生にはトマス・ジョセ・ダ・アヌンシアソン（Tomás da Anunciação: 1818-1879）やジョアン・クリスティーノ・ダ・シルヴァ（João Cristino da Silva: 1829-1877）、Manuel Maria Bordalo Pinheiro(1815-1880)らがいた。
1844年からローマに移り、ドイツ出身のナザレ派の画家、ヨハン・フリードリヒ・オーファーベックやペーター・フォン・コルネリウスに学んだ。ローマではポルトガルの子爵の息子、ルイス・デ・メネセス(Luís de Miranda Pereira de Meneses: 1817–1878)とともに修行した。
ローマから帰国し、歴史画を描いたが、ポルトガルでは人気がでず、すべての作品を競売業者に売り払い、パリに再び修行に出た。パリではルーベンス、レンブラント、アンソニー・ヴァン・ダイクといった巨匠の作品を研究して、1853年に帰国した。すぐに人気のある画家になり、国王、フェルナンド2世にも作品を買い上げられた。
1854年にリスボンの美術学校の教授に任じられ、ポルトガルで発行された文芸雑誌「Revista Contemporânea de Portugal e Brasil（ポルトガルとブラジルの現代）」にも貢献した。
結核に罹患し、1861年に36歳で保養地のマデイラ島で死去した
。

## 作品

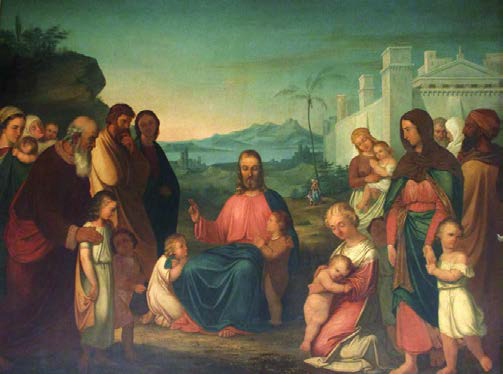
キリストと子供(1946)
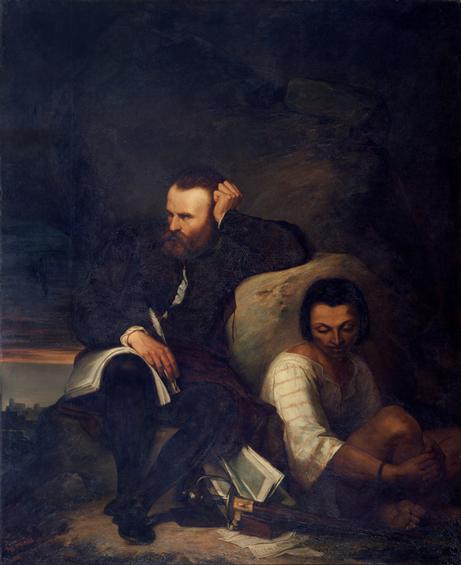
マカオの洞窟の詩人ルイス・デ・カモンイス
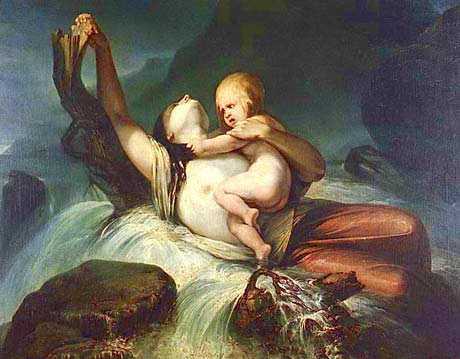
唯一の神(Só deus)